# コニフェリルアルコール
コニフェリルアルコール（Coniferyl alcohol）は有機化合物の一つである。無色の結晶であり、重要なモノリグノールでフィトケミカルの1つでもある。生体中ではフェニルプロパノイド代謝系を通って作られ、リグニンやリグナンの前駆体となる。またオイゲノールやスチルベン、クマリンを合成する原料になる。安息香には多量のコニフェリルアルコールおよびそのエステルが含まれている。
他のリグニンのモノマーであるシナピルアルコールとパラクマリルアルコールが被子植物と草本のみに含まれるのに対し、コニフェリルアルコールは被子植物でも裸子植物でも見られる。